# Muscimol
Muscimol, ook agarine of pantherine, is een natuurlijk voorkomende psychoactieve stof die behoort tot de klasse van de  isoxazolen. Muscimol is afkomstig van verschillende soorten paddenstoelen, waaronder vliegenzwam, die inheems zijn in delen van Europa, Azië en Noord-Amerika.
Muscimol werd voor het eerst geïsoleerd uit een panteramaniet door Onda in 1964.
Het is bekend als een agonist van de GABA-A receptor, een van de belangrijkste remmende neurotransmittersystemen in de hersenen.
Het gebruik van behandelde vliegenzwammen als hallucinogeen is ook bekend in sommige inheemse culturen, waar het wordt gebruikt voor rituele doeleinden.
De psychoactieve effecten van muscimol worden gekenmerkt door hallucinaties, veranderingen in de perceptie van tijd en ruimte, en een verminderd vermogen om de realiteit te onderscheiden van de verbeelding. Muscimol is ook bekend om een gevoel van euforie en ontspanning te veroorzaken, evenals angst en paniek in sommige gevallen.
Muscimol wordt opgenomen via de maag en het maag-darmkanaal en wordt snel geabsorbeerd in de bloedbaan. De piek van de psychoactieve effecten treedt meestal op binnen 1 tot 2 uur na inname en kan 10 tot 24 uur aanhouden.
Er is echter weinig bekend over de langetermijneffecten van muscimol op het menselijk lichaam en de hersenen, aangezien er weinig onderzoek naar is gedaan. Er zijn echter enkele meldingen van muscimol-vergiftiging, die gepaard gaan met symptomen zoals misselijkheid, braken, diarree, krampen en desoriëntatie.
Vanwege de potentieel gevaarlijke effecten van muscimol, wordt het niet aanbevolen voor recreatief gebruik, en in sommige landen is het zelfs verboden. In sommige gevallen kan het gebruik van muscimol leiden tot een psychose-achtige toestand en kan het een gevaarlijke invloed hebben op de psychische gezondheid.
Het identificeren van paddenstoelen kan enkel door een grondige kennis van de specifieke kenmerken ervan gedaan worden, waardoor een bijkomend risico voor recreatief gebruik is dat er eenvoudig verwarring kan ontstaan met  zeer giftige paddenstoelen. Ook bevatten paddenstoelen, waarin muscimol aanwezig is, vaak ook andere giftige stoffen.